# 東洋グループ
東洋グループ（とんやんグループ）は、かつて大韓民国に存在した企業グループ。財閥。2013年に中核企業が相次いで経営破綻して事実上解体された。日本国内にも東洋を冠する企業が多数存在しているが関係はない。

## 概要

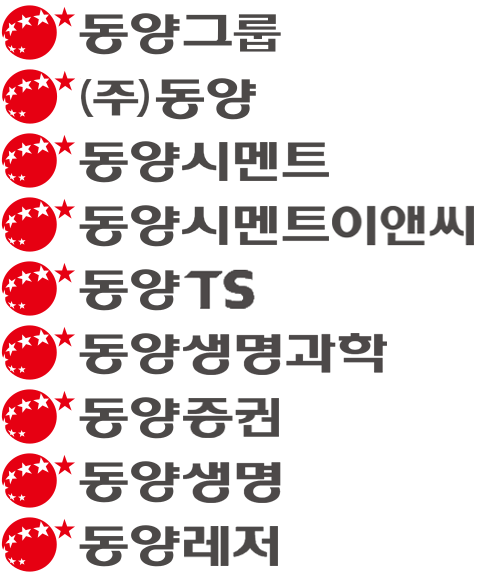
関連会社ロゴ

1957年、後にグループの母体となる東洋セメントが設立、やがて国内2位の規模にまで成長した。その後、建設業、金融業などへ進出して多角経営に成功し、一時は韓国の十大財閥に数えられる規模となった。2013年4月に韓国の公正取引委員会が発表したデータによれば、系列企業数30社、資産規模7588億ウォンを有していた。
東洋グループは、2010年代に入ると徐々にグループ企業の財務は悪化を続け、2012年頃からは銀行から新規融資を得ることが難しくなり高利回りの社債やコマーシャルペーパーを発行を余儀なくされる状態となっていた。それでも持ちこたえられず、2013年9月30日から10月1日にかけてグループの系列会社5社（株式会社東洋、東洋レジャー、東洋インターナショナル、東洋ネットワークス、東洋セメント）が相次いで法定管理を申請して経営破綻。グループは事実上解体された。社債やコマーシャルペーパーは焦げ付き、4万人以上の個人投資家などが損害を負った。
グループ内の東洋生命保険は、韓国の未公開株ファンド、ボゴ・インベストメント・グループ、台湾の元大証券が中心になり売却先探しが行われた結果、2015年、香港の安邦保険集団が株式63％を10億ドル（約1190億円）で取得して傘下に収めることとなった。